# گاز زدایی
گاز زدایی که به آن حذف گاز نیز می‌گویند، حذف گازهای محلول از مایعات، به ویژه آب یا محلول‌های آبی است. روش‌های متعددی برای حذف گازها از مایعات وجود دارد.
گازها به دلایل متعددی از داخل مایعات حذف می‌شوند. شیمیدان‌ها وقتی که ترکیباتی که روی آنها کار می‌کنند احتمالاً به هوا یا اکسیژن حساس هستند (تکنیک بدون هوا) یا زمانی که تشکیل حباب در سطح مشترک جامد و مایع مشکل ساز می‌شود، گازها را از حلال‌ها حذف می‌کنند. تشکیل حباب‌های گاز در هنگام یخ زدن مایع نیز می‌تواند نامطلوب باشد که باعث نیاز به گاززدایی از قبل می‌شوند.

## کاهش فشار
حلالیت گازها تابع قانون هنری است، یعنی مقدار گاز محلول در مایع با فشار جزئی آن متناسب است؛ بنابراین، قرار دادن یک محلول تحت فشار کاهش یافته باعث می‌شود که حلالیت گاز در آن کاهش یابد. فراصوت و هم زدن تحت فشار کاهش یافته معمولاً می‌تواند کارایی را افزایش دهد. این تکنیک اغلب به عنوان گاز خلأ زدایی نامیده می‌شود. محفظه‌های خلاء تخصصی به نام گاززدای خلاء برای گاز زدایی مواد از طریق کاهش فشار استفاده می‌شود.

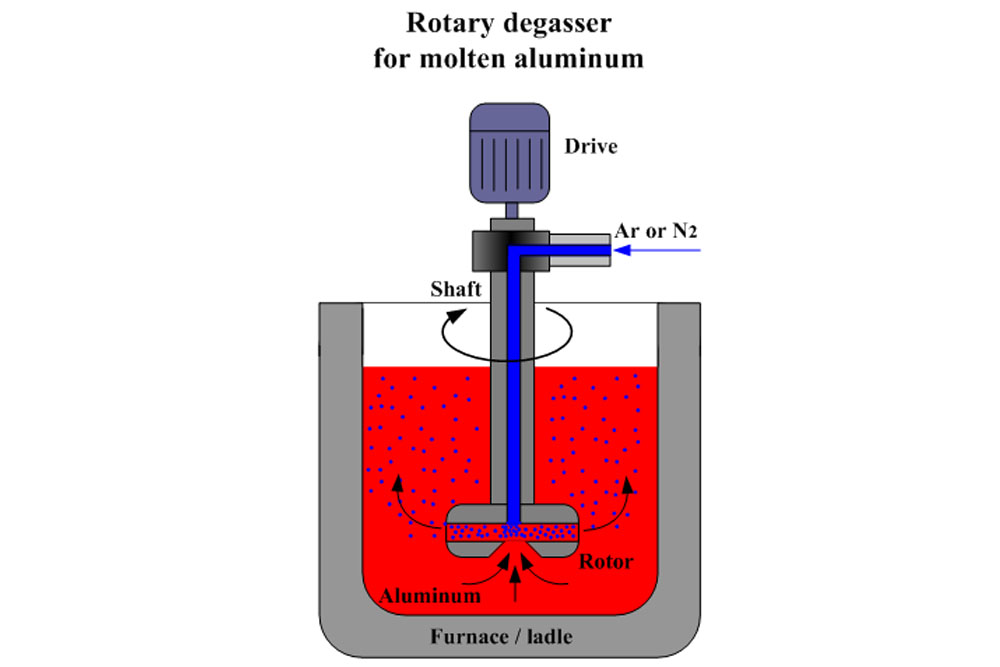
کاهش فشار آلومنیوم

## تنظیم حرارتی
به‌طور کلی، یک حلال آبی، گاز کمتری را در دمای بالاتر حل می‌کند و برعکس برای حلال‌های آلی (به شرطی که املاح و حلال واکنش نشان ندهند) گاز بیشتری را در دمای بالاتر حل می‌کنند. در نتیجه، گرم کردن یک محلول آبی می‌تواند گاز محلول را خارج کند، در حالی که خنک کردن محلول آلی همین اثر را دارد. فراصوت و هم زدن در طول تنظیم حرارتی نیز مؤثر است. این روش نیاز به دستگاه خاصی ندارد و انجام آن آسان است. با این حال، در برخی موارد، حلال و املاحی که تجزیه می‌شوند، با یکدیگر واکنش می‌دهند یا در دمای بالا تبخیر می‌شوند و سرعت حذف کمتر قابل تکرار است.

## گاز زدایی غشا
غشاهای جداسازی گاز-مایع اجازه عبور گاز را می‌دهند اما مایع از آن عبور نمی‌کند. جریان دادن یک محلول در داخل یک غشای جداسازی گاز-مایع و تخلیه بیرون باعث می‌شود گاز محلول از غشاء خارج شود. این روش دارای این مزیت است که می‌تواند از انحلال مجدد گاز جلوگیری کند، بنابراین از آن برای تولید حلال‌های بسیار خالص استفاده می‌شود. کاربردهای جدید در سیستم‌های جوهر افشان است که در آن گاز موجود در جوهر حباب‌هایی را تشکیل می‌دهد که کیفیت چاپ را کاهش می‌دهد، یک واحد گاز زدایی قبل از ابتدا سر چاپ قرار داده می‌شود تا گاز را حذف کند و از تجمع حباب‌ها جلوگیری کند تا جت و کیفیت چاپ خوب را حفظ کند.
از سه روش فوق برای حذف تمام گازهای محلول استفاده می‌شود. در زیر روش‌هایی برای حذف انتخابی تر آورده شده‌است.

## گاز زدایی اولتراسونیک
پردازشگرهای مایع اولتراسونیک معمولاً روشی برای حذف گازهای محلول و/یا حباب‌های گاز از مایعات مختلف محسوب می‌شوند. مزیت این روش این است که گاز زدایی اولتراسونیک را می‌توان در حالت جریان پیوسته انجام داد که آن را برای تولید در مقیاس تجاری مناسب می‌باشد.

## جرقه زدن توسط گاز بی اثر
حباب زدن یک محلول با یک گاز با خلوص بالا (معمولاً گاز بی اثر) می‌تواند گازهای محلول ناخواسته (معمولاً واکنشی) مانند اکسیژن و دی‌اکسید کربن را خارج کند. معمولاً از نیتروژن، آرگون، هلیوم و سایر گازهای بی اثر استفاده می‌شود. برای به حداکثر رساندن این فرایند به نام جرقه زنی، محلول به شدت هم زده می‌شود و برای مدت طولانی حباب می‌شود. از آنجایی که هلیوم در اکثر مایعات خیلی محلول نیست، به ویژه برای کاهش خطر ایجاد حباب در سیستم‌های HPLC مفید است.

## افزودن کاهنده
اگر اکسیژن باید حذف شود، اضافه کردن عامل کاهنده گاهی اوقات مؤثر است. به عنوان مثال، به ویژه در زمینه الکتروشیمی، سولفیت آمونیوم اغلب به عنوان یک احیا کننده استفاده می‌شود زیرا با اکسیژن واکنش می‌دهد و یون‌های سولفات را تشکیل می‌دهد. اگرچه این روش فقط برای اکسیژن قابل اعمال است و خطر کاهش املاح را در بر می‌گیرد، اما اکسیژن محلول تقریباً به‌طور کامل حذف می‌شود. رادیکال کتیل از سدیم و بنزوفنون همچنین می‌تواند برای حذف اکسیژن و آب از حلال‌های بی اثر مانند هیدروکربن‌ها و اترها استفاده شود. حلال گاز زدایی شده را می‌توان با تقطیر جدا کرد. روش دوم به ویژه مفید است زیرا غلظت بالایی از رادیکال کتیل باعث ایجاد رنگ آبی عمیق می‌شود که نشان می‌دهد حلال کاملاً گاز زدایی شده‌است.

## چرخه پمپ انجماد و ذوب
در این روش در مقیاس آزمایشگاهی، مایعی که باید گاز زدایی شود در یک فلاسک شلنک قرار می‌گیرد و معمولاً با نیتروژن مایع (نیتروژن مایع، (به انگلیسی: Liquid nitrogen) حالت مایع عنصر نیتروژن می‌باشد. نیتروژن مایع، بی‌رنگ، بی‌بو (بسیار شبیه به آب) با دمایی نزدیک ۱۹۶ درجه زیر صفر بوده و از تقطیر جزء به جزء هوای مایع به دست می‌آید. تقطیر جزء به جزء، یکی از انواع تقطیر برای جداسازی اجزای یک مخلوط می‌باشد که در این‌جا اجزاء از طریق حرارت و گرما، به ترتیب به نقاط جوش شان می‌رسند. نیتروژن مایع به صورت‌های LIN, LN۲ و LN نشان داده می‌شود) منجمد می‌شود. سپس یک خلاء اعمال می‌شود و فلاسک مهر و موم می‌شود. از یک حمام آب گرم برای ذوب مایع استفاده می‌شود و پس از ذوب شدن، حباب‌های گاز تشکیل شده و از آن خارج می‌شود. این فرایند معمولاً سه بار تکرار می‌شود. در حالی که این یک روش مناسب برای گاز زدایی طیف گسترده‌ای از حلال‌های آلی است، برخی از حلال‌ها در معرض انبساط قابل توجهی در هنگام انجماد فلاش هستند. این انبساط می‌تواند با شکستن ظرف مشکلات عملی ایجاد کند. برخی از حلال‌های شناخته شده برای چنین رفتاری آب و متانول هستند.

## شراب گاز زدا
مخمر از شکر برای تولید الکل و دی‌اکسید کربن استفاده می‌کند. در شراب سازی، دی‌اکسید کربن یک محصول جانبی نامطلوب برای اکثر شراب‌ها است. اگر شراب پس از تخمیر به سرعت بطری شود، مهم است که شراب را قبل از بطری کردن، گاز زدایی کنید.
کارخانه‌های شراب سازی می‌توانند گازدایی را رد کنند اگر آنها شراب‌های خود را به مدت طولانی قبل از ریختن در بطری‌ها نگهداری کرده باشند. نگهداری شراب‌ها در بشکه‌های فولادی یا بلوط برای ماه‌ها و گاهی سال‌ها باعث می‌شود که گازها از شراب آزاد شده و از طریق قفل‌های هوا به هوا فرار کنند.

## گاز زدایی نفت
کارآمدترین روش گاز زدایی روغن صنعتی ، فرآوری خلاء است که هوا و آب حل شده در روغن را حذف می‌کند. این را می‌توان با:
- پاشش روغن در اتاقک‌های خلاء بزرگ

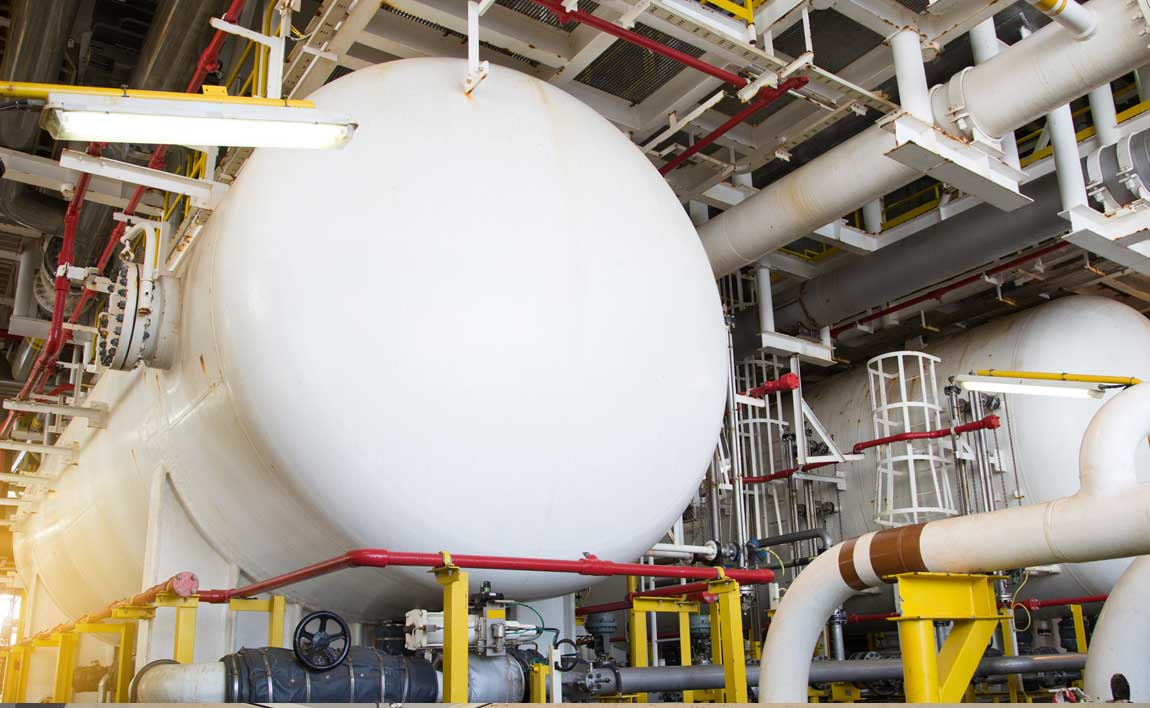
گاز زدایی نفت

- توزیع روغن در یک لایه نازک روی سطوح ویژه (حلقه‌های مارپیچی، حلقه‌های Raschig و غیره) در محفظه‌های خلاء.

در خلاء، تعادلی بین محتوای رطوبت و هوا (گازهای حل شده) در فاز مایع و گاز حاصل می‌شود. تعادل به دما و فشار باقیمانده بستگی دارد. هرچه این فشار کمتر باشد، آب و گاز سریعتر و کارآمدتر حذف می‌شوند.

## گاز زدایی ناخواسته
گاززدایی ناخواسته می‌تواند به دلایل مختلف، از جمله انتشار اتفاقی متان CH4 از بستر در طول فعالیت‌های انسانی مانند اکتشاف در زیر آب توسط صنعت انرژی رخ دهد. فرآیندهای طبیعی مانند حرکت صفحات تکتونیکی (زمین‌ساخت صفحه‌ای یا تکتونیک صفحه‌ای (به انگلیسی: Plate tectonics) به بررسی و مطالعهٔ حرکات وسیع‌مقیاس در سنگ‌کُرهٔ (به انگلیسی: لیتوسفر) کُرهٔ زمین می‌پردازد. این نظریه بر اساس نظریهٔ رانش قاره‌ای در نخستین دهه‌های قرن بیستم مطرح شد و پس از اثبات مفهوم گسترش بستر دریا در سال‌های ۱۹۵۰ تا ۱۹۶۰ م توسط بسیاری از زمین شناسان پذیرفته شد) نیز می‌تواند به انتشار متان از کف اقیانوس کمک کند. در هر دو مورد، حجم CH4 آزاد شده می‌تواند نقش مهمی در تغییرات آب و هوایی داشته باشد.